# AMC Theatres
AMC Entertainment Holdings, Inc. (cuyo nombre comercial es AMC Theatres, originalmente abreviatura de American Multi-Cinema; a menudo denominada simplemente AMC y conocida en algunos países como AMC Cinemas o AMC Multi-Cinemas) es una cadena de cines estadounidense fundada en Kansas City, Missouri, y que actualmente tiene su sede en Leawood, Kansas. Es la cadena de cines más grande del mundo. Fundada en 1920, AMC tiene la mayor participación en el mercado estadounidense de cines por delante de Regal y Cinemark Theatres.
Tras adquirir Odeon Cinemas, UCI Cinemas y Carmike Cinemas en 2016, se convirtió en la cadena de cines más grande del mundo. Cuenta con 2.807 pantallas en 353 cines europeos y 7.755 pantallas en 593 cines estadounidenses.
La empresa cotiza en la Bolsa de Nueva York; desde 2012 hasta 2018, el conglomerado chino Wanda Group poseía una participación mayoritaria en la empresa. La firma de capital privado Silver Lake Partners realizó una inversión de 600 millones de dólares en AMC en septiembre de 2018, pero el poder de voto de las acciones de AMC se estructuró de forma que Wanda Group siguiera controlando la mayoría del consejo de administración de AMC.
En medio de la recesión financiera causada por la pandemia de COVID-19, en enero de 2021, la propiedad de Wanda se diluyó cada vez más debido a la nueva financiación de AMC, así como a las restricciones a corto plazo que dieron lugar a que Silver Lake convirtiera su participación de deuda de 600 millones de dólares en capital. A principios de febrero de 2021, Wanda convirtió sus acciones de clase B en acciones de clase A, reduciendo así su poder de voto a menos del 50%.